# Wachter in het water
De Wachter in het Water is een fictief monster uit de roman In de Ban van de Ring van J.R.R. Tolkien, dat in het meer bij de westpoort van Moria huisde. Het reisgezelschap van de Ring wordt door de Wachter in het Water aangevallen als de poort van Moria net geopend is. De wachter vernietigt de deuren en de bomen die aan weerszijden groeien, waardoor een terugweg voor het reisgezelschap onmogelijk is en de tocht door Moria onontkoombaar.  De Wachter in het Water lijkt iets weg te hebben van een reuzeninktvis of kraken, met zeker een twintigtal tentakels. 
De oorsprong van het monster is onduidelijk. Maar waarschijnlijk stamt het uit de Eerste Era. In de tijd dat de Elfen ontwaakten, heerste Melkor over het verborgen, onderaardse rijk Utumno. Hier creëerde hij talloze boosaardige gedrochten. Na de vernietiging van Utumno door de Valar wist een aantal van zijn schepsels te ontkomen. Zoals de Balrog die lange tijd opgesloten zat onder de berg Caradhras tot hij bevrijd werd door de dwergen. Het is heel goed mogelijk dat de dwergen niet alleen de Balrog bevrijdden, maar ook de Wachter in het Water. In ieder geval slaagde deze er na deze tijd in om het heldere water van de rivier de Sirannon te bereiken. Daar zorgde hij zelf waarschijnlijk voor de afdamming van de rivier waardoor het meer ontstond bij de westpoort van Moria. Helemaal zeker is deze verklaring niet. Maar in ieder geval was er voor deze tijd nooit melding gemaakt van een dergelijk wezen. De eerste vermelding staat in het boek van Mazarbul dat door de dwergenkolonie van Balin werd geschreven.